# Billingham Town F.C.
Câu lạc bộ bóng đá Billingham Town là một câu lạc bộ bóng đá có trụ sở tại Billingham, Anh. Đội hiện là thành viên của Northern League Division Two và thi đấu trên sân Bedford Terrace.

## Lịch sử
Câu lạc bộ được thành lập bởi Tom Donnelly và Robbie Cushley vào năm 1967 với tên gọi Billingham Social. Họ tham gia Division Two của Stockton & District League vào năm 1968 và giành chức vô địch trong mùa giải đầu tiên. Sau khi thăng hạng lên Division A, họ đã giành chức vô địch giải đấu ba mùa liên tiếp và hai lần giành League Cup.
Năm 1974 Billingham gia nhập Teesside League, giải đấu mà đội đã giành được chức vô địch mùa giải 1978-79. Sau khi giành chức vô địch thứ hai mùa giải 1981-82, câu lạc bộ được thăng hạng lên Division Two mới của Northern League và lấy tên hiện tại. Vị trí thứ tư vào  mùa giải 1984-85 giúp đội thăng hạng lên Division One, nhưng bị xuống hạng ở cuối mùa giải tiếp theo sau khi kết thúc cuối bảng.
Sau khi cán đích ở vị trí thứ tư vào mùa giải 1987-88, Billingham được thăng hạng trở lại Division One. Mặc dù đứng thứ năm trong mùa giải đầu tiên ở giải đấu mới, đội đã phải xuống hạng trở lại Division Two vào mùa giải 1989-90 sau khi xếp thứ hai từ dưới lên. Đội tiếp tục ở lại Division Two cho đến khi thăng hạng trở lại Division One vào cuối mùa giải 1996-97, kết thúc với tư cách á quân.
Mùa giải 2003-04, đội đã giành được Durham Challenge Cup, đánh bại Bishop Auckland 2-0 trong trận chung kết. Mùa giải 2006-07 chứng kiến họ kết thúc với tư cách á quân Division One, với việc Whitley Bay giành danh hiệu về hiệu số bàn thắng bại. Mùa giải tiếp theo, đội vô địch League Cup, đánh bại Shildon 2-1 trong trận chung kết. Mùa giải 2013-14 câu lạc bộ xếp cuối Division One và bị xuống hạng đến Division Two. Đội giành chức vô địch Division Two mùa giải 2018-19, giành quyền thăng hạng trở lại Division One.

## Sân vận động
Ban đầu câu lạc bộ chơi ở Mill Lane, nơi có độ dốc đến mức xà ngang ngang với đỉnh của một trong những cột cờ góc. Đội chuyển đến Bedford Terrace vào năm 1981, với dàn đèn được lắp đặt mùa giải 1992-93. Hartlepool United tài trợ cho việc xây dựng một sân mới vào năm 2007 để chơi các trận dự bị của đội trên sân. Sân có sức chứa 3.000 người, trong đó 176 chỗ ngồi và 600 chỗ ngồi có mái che. Kỷ lục 1.500 người tham dự trận đấu với Manchester City tại FA Youth Cup năm 1985.

## Danh hiệu
- Northern League
  - Vô địch Division Two 2018-19
  - Vô địch League Cup 2007-08
- Teesside League
  - Vô địch 1978-79, 1981-82
- Stockton & District League
  - Vô địch Division Two 1968-69
- Durham Challenge Cup
  - Vô địch 2003-04
- Durham Amateur Cup
  - Vô địch 1975-76[2]

## Kỉ lục
- Thành tích tốt nhất tại Cúp FA: Vòng loại thứ tư, 2000-01[5]
- Thành tích tốt nhất tại FA Trophy: Vòng loại thứ nhất, 1985-86, 1986-87, 1989-90[5]
- Thành tích tốt nhất tại FA Vase: Vòng Năm, 1997-98[5]
- Kỉ lục số khán giả: 1.500 với Manchester City, FA Youth Cup, 1985[1]
- Cầu thủ ra sân nhiều nhất: Paul Rowntree, 505[1]
- Cầu thủ ghi nhiều bàn thắng nhất: Paul Rowntree, 396[1]